# ポルト・アッズッロ
ポルト・アッズッロ（伊: Porto Azzurro）は、イタリア共和国トスカーナ州リヴォルノ県にある、人口約3,600人の基礎自治体（コムーネ）。エルバ島に所在する。

## 地理

### 位置・広がり
ティレニア海に浮かぶエルバ島の7つのコムーネのうち、東南に位置する。南にカポリーヴェリ、西にポルトフェッラーイオ、北東にリオがある。

### 気候分類・地震分類
ポルト・アッズッロにおけるイタリアの気候分類 (it) および度日は、zona C, 1023 GGである。
また、イタリアの地震リスク階級 (it) では、zona 4 (sismicità molto bassa) に分類される。